# Bahnstrecke Treuchtlingen–Nürnberg
| Streckennummer (DB): | 5320                       |                                              |                                              |
| Kursbuchstrecke (DB): | 900, 910, 970.1            |                                              |                                              |
| Kursbuchstrecke: | 413 (1946)                 |                                              |                                              |
| Streckenlänge: | 61,812 km                  |                                              |                                              |
| Spurweite: | 1435 mm (Normalspur)       |                                              |                                              |
| Streckenklasse: | D4                         |                                              |                                              |
| Stromsystem: | 15 kV 16,7 Hz ~            |                                              |                                              |
| Streckengeschwindigkeit: | 160 km/h                   |                                              |                                              |
| Zugbeeinflussung: | PZB, ZUB262                |                                              |                                              |
| Zweigleisigkeit: | Treuchtlingen–Nürnberg Hbf |                                              |                                              |
| |                            |                                              |                                              |
| \| \| \| von Donauwörth \| \| \| \| \| von München Hbf \| \| \| \| 0,000 \| Treuchtlingen \| 420 m \| \| \| \| nach Würzburg Hbf \| \| \| \| \| Altmühl \| \| \| \| 3,400 \| Anst (Unterwerk Grönhart) \| Anst (Unterwerk Grönhart) \| \| \| 3,800 \| Grönhart \| Grönhart \| \| \| \| von Nennslingen (nie fertiggestellt) \| \| \| \| 8,800 \| Weißenburg (Bay) \| Weißenburg (Bay) \| \| \| 13,107 \| Ellingen (Bay) (ehem. Bf) \| 398 m \| \| \| \| von Nördlingen \| \| \| \| 18,130 \| Pleinfeld \| 394 m \| \| \| \| Höbach-Viadukt \| \| \| \| \| Brombach-Viadukt \| \| \| \| 23,972 \| Mühlstetten (ehem. Bf) \| Mühlstetten (ehem. Bf) \| \| \| 27,100 \| Anst Grundig Werk IV \| Anst Grundig Werk IV \| \| \| \| von Spalt \| \| \| \| 27,799 \| Georgensgmünd \| 357 m \| \| \| \| Fränkische Rezat (68 m) \| \| \| \| 32,282 \| Unterheckenhofen (ehem. Bf) \| Unterheckenhofen (ehem. Bf) \| \| \| \| von Hilpoltstein \| \| \| \| 36,198 \| Roth \| 341 m \| \| \| \| nach Nürnberg Hbf (S-Bahn) \| \| \| \| \| Aurach (75 m) \| \| \| \| 39,270 \| Büchenbach \| Büchenbach \| \| \| 43,360 \| Rednitzhembach \| Rednitzhembach \| \| \| 45,800 \| Bundesautobahn 6 \| Bundesautobahn 6 \| \| \| 46,600 \| Bundesstraße 2 \| Bundesstraße 2 \| \| \| \| von Roth (S-Bahn) \| \| \| \| 46,763 \| Schwabach \| 339 m \| \| \| \| nach Nürnberg Hbf (S-Bahn) \| \| \| \| 48,460 \| Schwabach-Limbach * \| Schwabach-Limbach * \| \| \| 50,400 \| Katzwang * \| 325 m \| \| \| 51,063 \| Rednitztalbrücke Katzwang (381 m) \| Rednitztalbrücke Katzwang (381 m) \| \| \| 51,800 \| Reichelsdorfer Keller * \| Reichelsdorfer Keller * \| \| \| 53,407 \| Nürnberg-Reichelsdorf * \| 314 m \| \| \| 54,400 \| Überwerfungsbauwerk (ab hier Linksbetrieb) \| Überwerfungsbauwerk (ab hier Linksbetrieb) \| \| \| \| Roth–Nürnberg Hbf (S-Bahn) \| \| \| \| \| von Nürnberg Hafen \| \| \| \| 56,616 \| Nürnberg-Eibach * \| Nürnberg-Eibach * \| \| \| \| Verbindungsbahn zur Ringbahn \| \| \| \| \| Main-Donau-Kanal (107 m) \| \| \| \| 57,500 \| Südwesttangente \| Südwesttangente \| \| \| 58,000 \| Ringbahn \| Ringbahn \| \| \| 58,600 \| Güterstrecke Nürnberg Hgbf–Nürnberg Rbf \| Güterstrecke Nürnberg Hgbf–Nürnberg Rbf \| \| \| 58,900 \| Bundesstraße 4 R \| Bundesstraße 4 R \| \| \| 58,900 \| Nürnberg-Sandreuth * \| Nürnberg-Sandreuth * \| \| \| \| von Crailsheim \| \| \| \| 60,200 \| Bundesautobahn 73 (Frankenschnellweg) \| Bundesautobahn 73 (Frankenschnellweg) \| \| \| \| Straßenbahn Nürnberg (Steinbühler Tunnel) \| \| \| \| \| von Bamberg \| \| \| \| 61,812 \| Nürnberg Hbf \| 312 m \| \| \| \| nach Cheb \| \| \| \| \| nach Irrenlohe \| \| \| \| \| nach Regensburg Hbf und nach Feucht (S-Bahn) \| \| * PV am 9. Juni 2001 zur Bahnstrecke Nürnberg–Roth verlegt |                            |                                              |                                              |
| Quellen: |                            |                                              |                                              |
| Strecke |                            | von Donauwörth                               | von Donauwörth                               |
| Abzweig geradeaus und von rechts |                            | von München Hbf                              | von München Hbf                              |
| Bahnhof | 0,000                      | Treuchtlingen                                | 420 m                                        |
| Abzweig geradeaus und nach links |                            | nach Würzburg Hbf                            | nach Würzburg Hbf                            |
| Brücke über Wasserlauf |                            | Altmühl                                      | Altmühl                                      |
| Abzweig geradeaus und ehemals nach links | 3,400                      | Anst (Unterwerk Grönhart)                    | Anst (Unterwerk Grönhart)                    |
| ehemaliger Bahnhof | 3,800                      | Grönhart                                     | Grönhart                                     |
| Abzweig geradeaus und ehemals von rechts |                            | von Nennslingen (nie fertiggestellt)         | von Nennslingen (nie fertiggestellt)         |
| Bahnhof | 8,800                      | Weißenburg (Bay)                             | Weißenburg (Bay)                             |
| Haltepunkt / Haltestelle | 13,107                     | Ellingen (Bay) (ehem. Bf)                    | 398 m                                        |
| Abzweig geradeaus und von links |                            | von Nördlingen                               | von Nördlingen                               |
| Bahnhof | 18,130                     | Pleinfeld                                    | 394 m                                        |
| Brücke über Wasserlauf |                            | Höbach-Viadukt                               | Höbach-Viadukt                               |
| Brücke über Wasserlauf |                            | Brombach-Viadukt                             | Brombach-Viadukt                             |
| Haltepunkt / Haltestelle | 23,972                     | Mühlstetten (ehem. Bf)                       | Mühlstetten (ehem. Bf)                       |
| Abzweig geradeaus und ehemals von links | 27,100                     | Anst Grundig Werk IV                         | Anst Grundig Werk IV                         |
| Abzweig geradeaus und ehemals von links |                            | von Spalt                                    | von Spalt                                    |
| Bahnhof | 27,799                     | Georgensgmünd                                | 357 m                                        |
| Brücke über Wasserlauf |                            | Fränkische Rezat (68 m)                      | Fränkische Rezat (68 m)                      |
| Haltepunkt / Haltestelle | 32,282                     | Unterheckenhofen (ehem. Bf)                  | Unterheckenhofen (ehem. Bf)                  |
| Abzweig geradeaus und von rechts |                            | von Hilpoltstein                             | von Hilpoltstein                             |
| Bahnhof | 36,198                     | Roth                                         | 341 m                                        |
| Abzweig geradeaus und nach rechts |                            | nach Nürnberg Hbf (S-Bahn)                   | nach Nürnberg Hbf (S-Bahn)                   |
| Brücke über Wasserlauf |                            | Aurach (75 m)                                | Aurach (75 m)                                |
| ehemaliger Bahnhof | 39,270                     | Büchenbach                                   | Büchenbach                                   |
| ehemaliger Bahnhof | 43,360                     | Rednitzhembach                               | Rednitzhembach                               |
| Strecke mit Straßenbrücke Streckenende | 45,800                     | Bundesautobahn 6                             | Bundesautobahn 6                             |
| Brücke | 46,600                     | Bundesstraße 2                               | Bundesstraße 2                               |
| Abzweig geradeaus und von rechts |                            | von Roth (S-Bahn)                            | von Roth (S-Bahn)                            |
| Bahnhof | 46,763                     | Schwabach                                    | 339 m                                        |
| Abzweig geradeaus und nach rechts |                            | nach Nürnberg Hbf (S-Bahn)                   | nach Nürnberg Hbf (S-Bahn)                   |
| ehemaliger Haltepunkt / Haltestelle | 48,460                     | Schwabach-Limbach *                          | Schwabach-Limbach *                          |
| ehemaliger Haltepunkt / Haltestelle | 50,400                     | Katzwang *                                   | 325 m                                        |
| Brücke über Wasserlauf | 51,063                     | Rednitztalbrücke Katzwang (381 m)            | Rednitztalbrücke Katzwang (381 m)            |
| ehemaliger Haltepunkt / Haltestelle | 51,800                     | Reichelsdorfer Keller *                      | Reichelsdorfer Keller *                      |
| Dienststation / Betriebs- oder Güterbahnhof | 53,407                     | Nürnberg-Reichelsdorf *                      | 314 m                                        |
| | 54,400                     | Überwerfungsbauwerk (ab hier Linksbetrieb)   | Überwerfungsbauwerk (ab hier Linksbetrieb)   |
| Kreuzung geradeaus unten |                            | Roth–Nürnberg Hbf (S-Bahn)                   | Roth–Nürnberg Hbf (S-Bahn)                   |
| Abzweig geradeaus und von rechts |                            | von Nürnberg Hafen                           | von Nürnberg Hafen                           |
| Dienststation / Betriebs- oder Güterbahnhof | 56,616                     | Nürnberg-Eibach *                            | Nürnberg-Eibach *                            |
| Abzweig geradeaus und nach rechts |                            | Verbindungsbahn zur Ringbahn                 | Verbindungsbahn zur Ringbahn                 |
| Strecke unter Wasserlauf Anfang Hochstrecke |                            | Main-Donau-Kanal (107 m)                     | Main-Donau-Kanal (107 m)                     |
| Strecke | 57,500                     | Südwesttangente                              | Südwesttangente                              |
| Kreuzung geradeaus unten | 58,000                     | Ringbahn                                     | Ringbahn                                     |
| Kreuzung geradeaus unten | 58,600                     | Güterstrecke Nürnberg Hgbf–Nürnberg Rbf      | Güterstrecke Nürnberg Hgbf–Nürnberg Rbf      |
| Brücke | 58,900                     | Bundesstraße 4 R                             | Bundesstraße 4 R                             |
| ehemaliger Haltepunkt / Haltestelle | 58,900                     | Nürnberg-Sandreuth *                         | Nürnberg-Sandreuth *                         |
| Abzweig geradeaus und von links |                            | von Crailsheim                               | von Crailsheim                               |
| Brücke | 60,200                     | Bundesautobahn 73 (Frankenschnellweg)        | Bundesautobahn 73 (Frankenschnellweg)        |
| Kreuzung mit U-Bahn geradeaus oben |                            | Straßenbahn Nürnberg (Steinbühler Tunnel)    | Straßenbahn Nürnberg (Steinbühler Tunnel)    |
| Abzweig geradeaus und von links |                            | von Bamberg                                  | von Bamberg                                  |
| Bahnhof | 61,812                     | Nürnberg Hbf                                 | 312 m                                        |
| Abzweig geradeaus und nach links |                            | nach Cheb                                    | nach Cheb                                    |
| Abzweig geradeaus und nach links |                            | nach Irrenlohe                               | nach Irrenlohe                               |
| Strecke |                            | nach Regensburg Hbf und nach Feucht (S-Bahn) | nach Regensburg Hbf und nach Feucht (S-Bahn) |

Die Bahnstrecke Treuchtlingen–Nürnberg ist eine zweigleisige, elektrifizierte Hauptbahn in Bayern, deren größter Teil auf die historische Ludwig-Süd-Nord-Bahn von Lindau nach Hof zurückgeht. Sie führt von Treuchtlingen über Pleinfeld und Roth nach Nürnberg.
Die Strecke ist Teil einer überregionalen Hauptverbindung von München nach Nürnberg. Sie hat auch nach Eröffnung der Schnellfahrstrecke von Nürnberg über Ingolstadt nach München noch Bedeutung im Fernverkehr. Des Weiteren dient sie bei Störungen auf dem Neubauabschnitt Nürnberg–Ingolstadt als Umleitungsstrecke. Parallel zu ihr auf gleicher Trasse verläuft zwischen Nürnberg und Roth die von der S-Bahn befahrene Bahnstrecke Nürnberg–Roth.
Die Strecke ist Teil des Kernnetzes der Transeuropäischen Verkehrsnetze. Sie soll im Rahmen des Starterpakets der Digitalen Schiene Deutschland vorrangig mit Digitalen Stellwerken und ETCS ausgerüstet werden.

## Geschichte
Erste Pläne für eine Bahnlinie von Augsburg nach Nürnberg kamen bereits kurz nach der Eröffnung der ersten Bahnstrecke in Deutschland, Nürnberg–Fürth im Jahr 1835, auf. Kaufleute aus dem Augsburger Raum gründeten damals eine Aktiengesellschaft für den Bau und Betrieb einer Strecke von Augsburg über Donauwörth und Treuchtlingen nach Nürnberg. Da wenige Jahre später jedoch König Ludwig I. den Bau einer Staatseisenbahn bekannt gab, und die AG aufgrund der schwierigen geologischen Verhältnisse zwischen Donauwörth und Treuchtlingen (Fränkische Alb) erkennen musste, dass ein wirtschaftlicher Bau und Betrieb einer Bahnlinie dort nicht möglich war, löste sich die Gesellschaft 1841 wieder auf.
Die Bayerische Staatsregierung umging in der Folge das Problem Fränkische Alb mit der Trassierung der Ludwig-Süd-Nord-Bahn über das Nördlinger Ries. Nur die Streckenabschnitte Augsburg–Donauwörth und Pleinfeld–Nürnberg sind daher Teil der Süd-Nord-Bahn, deren Bau der Bayerische Landtag am 25. August 1843 beschloss. Der Abschnitt Treuchtlingen–Pleinfeld wurde im Zusammenhang mit dem Bau der Altmühlbahn gebaut und am 2. Oktober 1869 eröffnet. Relativ spät wurde noch die Lücke zwischen Donauwörth und Treuchtlingen geschlossen und am 1. Oktober 1906 für den Verkehr freigegeben, nachdem die nun weiterentwickelten Dampfloks einen wirtschaftlicheren Betrieb versprachen.
Am 1. Oktober 1898 wurde das Überwerfungsbauwerk zwischen Nürnberg-Eibach und Nürnberg-Reichelsdorf eröffnet, welches fortan eine niveaufreie Ausfädelung der Güterzüge zum Rangierbahnhof ermöglichte. Die Bauarbeiten zur Elektrifizierung der Strecke begannen 1933 und waren am 10. Mai 1935 abgeschlossen. Nördlich von Treuchtlingen entstand in der Nähe des früheren Haltepunktes Grönhart dafür ein Unterwerk.

Unterwerk Grönhart

Mit dem Spatenstich am 29. Juni 1994 begann der Neubau der eigenständigen Bahnstrecke Nürnberg–Roth für die S-Bahn Nürnberg, die am 9. Juni 2001 feierlich eröffnet wurde.
Zwischen 2004 und 2006 wurde die Oberleitung, die zum größten Teil noch aus dem Jahr 1935 stammte, während des laufenden Betriebes auf der Strecke erneuert.

### Eröffnungsdaten
- 1. April 1849 (Nürnberg–Schwabach)
- 1. Oktober 1849 (Schwabach–Pleinfeld)
- 2. Oktober 1869 (Treuchtlingen–Pleinfeld)

### Ausblick
Die Strecke soll im Zuge des „Starterpakets“ der Digitalen Schiene Deutschland, als Teil des TEN-Kernnetzkorridors Skandinavien–Mittelmeer, bis 2030 mit Digitalen Stellwerken und ETCS ausgerüstet werden.

## Streckenbeschreibung

### Verlauf
Die Strecke verlässt den Nürnberger Hauptbahnhof zusammen mit den Strecken nach Crailsheim und nach Bamberg gen Westen und überquert diese und den Frankenschnellweg an der Stelle „An den Rampen“ in einer langgezogenen Linkskurve. Vorbei an den Stadtteilen Sandreuth, Schweinau und Werderau kreuzt die Strecke vor der Überquerung der Südwesttangente und des Main-Donau-Kanals die Ringbahn, welche an dieser Stelle über ein ausgedehntes Kreuzungs- und Einfädelungssystem verfügt, und erreicht das Überwerfungsbauwerk zwischen den ehemaligen Bahnhöfen Eibach und Reichelsdorf.
Das Überwerfungsbauwerk hat die Funktion, die in Eibach von der Ringbahn aus Richtung Fürth Hauptbahnhof und Nürnberg Rangierbahnhof kommenden Gleise kreuzungsfrei in die Strecke nach Augsburg einzufädeln und gleichzeitig den Anschluss zum Hafen Nürnberg herzustellen. Die Gleise liegen in diesem Abschnitt folgendermaßen (in Nord-Süd-Richtung): rechts das Gleis Augsburg–Nürnberg Hbf, in der Mitte die Gleise Nürnberg Hbf/Rbf –Augsburg und links das Gleis Augsburg – Nürnberg Rbf (mit Ausfädelung des Hafenanschlusses). Nach dem Überwerfungsbauwerk liegen die Gleise folgendermaßen (in Nord-Süd-Richtung): rechts das Gleis Nürnberg Hbf/Rbf – Augsburg, in der Mitte das Gleis Augsburg – Nürnberg Hbf und links das Gleis Augsburg –Nürnberg Rbf. Somit ist der Abschnitt zwischen Nürnberg Hauptbahnhof und Nürnberg-Reichelsdorf einer der wenigen im Netz der Deutschen Bahn, der im Linksverkehr befahren wird.

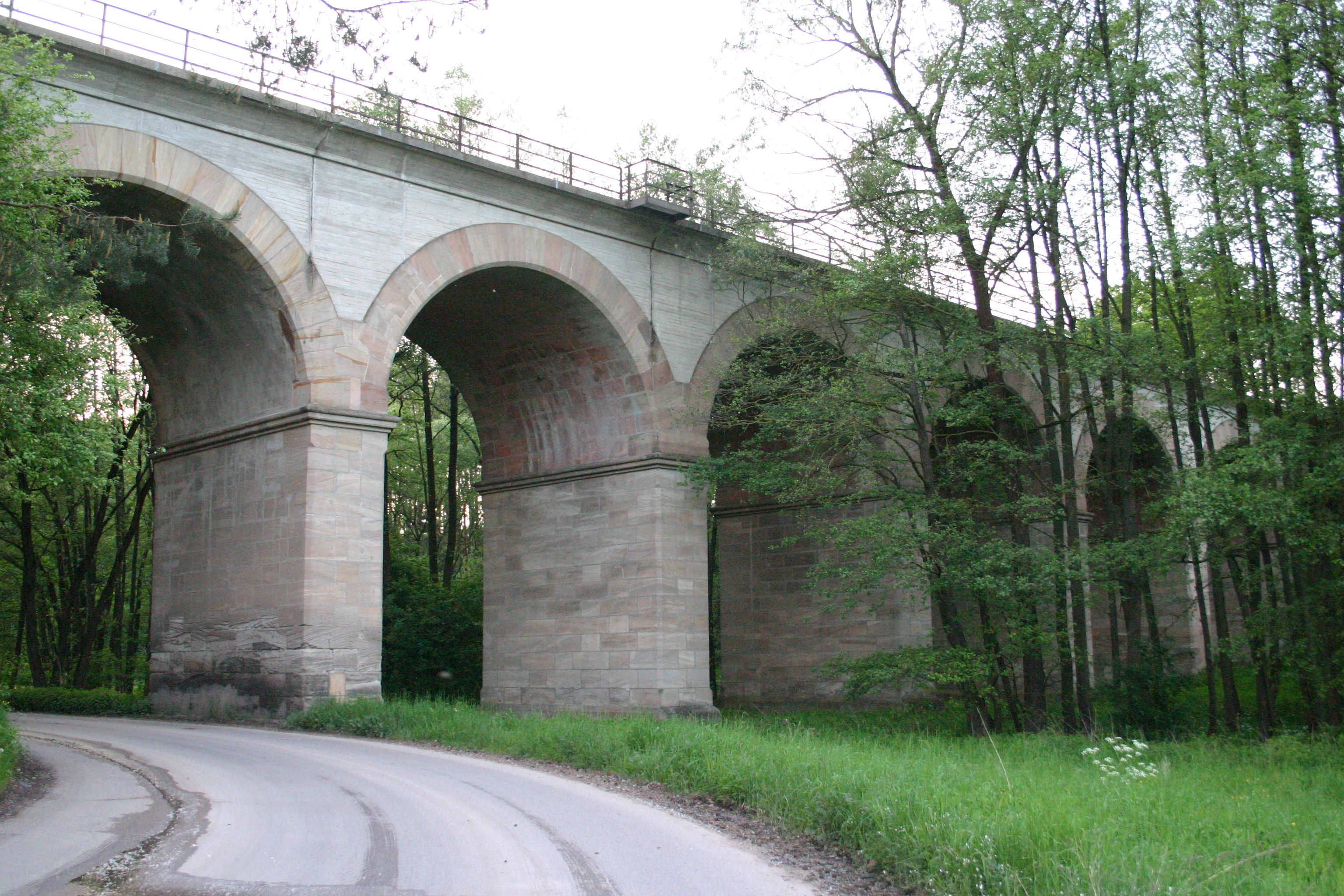
Die Brombachbrücke mit ihren sieben Bogen stammt aus der Eröffnungszeit und ist denkmalgeschützt

Die Strecke verläuft nach dem Überwerfungsbauwerk an den Nürnberger Stadtteilen Reichelsdorf, Reichelsdorfer Keller und Katzwang sowie an den Schwabacher Stadtteilen Limbach und Waldsiedlung vorbei, überquert dabei die Rednitz und die Schwabach und erreicht schließlich den Schwabach. Danach macht die Strecke einen Schwenk nach links und verläuft ab Rednitzhembach parallel zur Rednitz an der linken Talseite über Roth nach Georgensgmünd und von dort parallel zur Bundesstraße 2 und zur Schwäbischen Rezat nach Pleinfeld. In Roth zweigt die auch als „Gredl-Bahn“ bezeichnete Nebenbahn nach Hilpoltstein ab, von Georgensgmünd führte bis 1997 eine Stichstrecke nach Spalt und von Pleinfeld aus kann man mit der Seenlandbahn das Fränkische Seenland erreichen und weiter nach Gunzenhausen fahren. Weiter führt die Strecke an der Barockstadt Ellingen sowie der aus einer römischen Siedlung entstandenen Stadt Weißenburg vorbei. Nördlich von Weißenburg wird dabei die Schwäbische Rezat überquert. Kurz vor dem Eisenbahnknoten Treuchtlingen, an dem sich die Strecken von Würzburg und nach München treffen, durchkreuzt die Strecke bei Graben den Karlsgraben (damit die Europäische Hauptwasserscheide) und überbrückt die Altmühl.

### Ausbauzustand
Die Strecke ist durchgehend zweigleisig und elektrifiziert. Zwischen Nürnberg Hauptbahnhof und Roth verläuft die ein- und zweigleisige S-Bahn-Trasse Nürnberg–Roth parallel. Außerdem wird zwischen Nürnberg Hauptbahnhof und Reichelsdorf im Linksverkehr gefahren, um eine problemlose Einfädelung der Ringbahn zu ermöglichen.
Der erste Bundesverkehrswegeplan (1973) sah, als eines von acht Ausbau-Vorhaben, eine Ausbaustrecke zwischen Würzburg und Augsburg über Nürnberg vor. Die Strecke war, als Teil der Ausbaustrecke Würzburg–Augsburg auch in dessen Fortschreibung, dem Koordinierten Investitionsprogramm für die Bundesverkehrswege von 1977 als auch im vordringlichen Bedarf des Bundesverkehrswegeplans 1985 enthalten.
Anfang der 1980er Jahre wurde überlegt, eine 21 Kilometer lange Ersatzstrecke zwischen Roth und Fischbach bei Nürnberg (durch den Lorenzer Reichswald) zu errichten, um auf der Bestandsstrecke zwischen Nürnberg und Roth Kapazität für drei S-Bahn- und drei Nahverkehrszüge pro Stunde zu schaffen. Der Bundesverkehrsminister beauftragte die Bundesbahn, diese Variante ebenso zu prüfen wie einen viergleisigen Ausbau des Bestandsstreckenabschnitts.

### Verkehrsverbünde
Die Strecke ist vollständig in den Verkehrsverbund Großraum Nürnberg (VGN) integriert.

## Verkehrsangebot
Im Schienenpersonenfernverkehr befahren Intercity-Express- und Intercity-Züge 

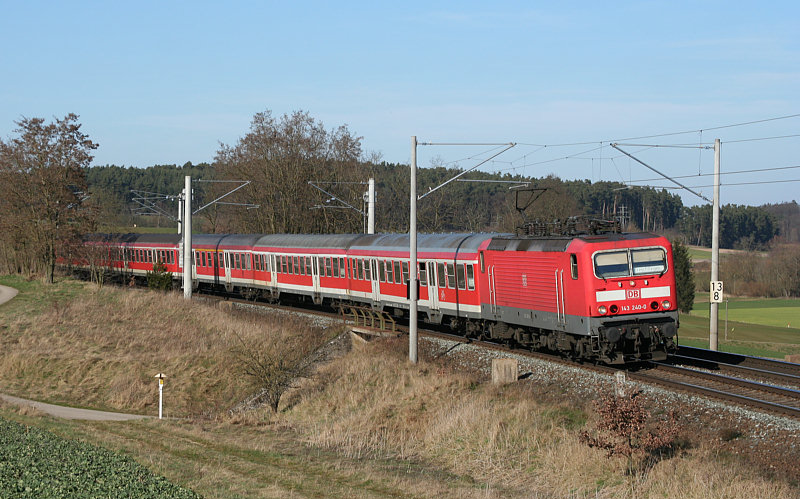
Baureihe 143 mit n-Wagen zwischen Nürnberg und Treuchtlingen

die Strecke. 

### Ehemalige Bespannungen und Fahrten
Im Nahverkehr wird der Nordabschnitt von Nürnberg bis Treuchtlingen stündlich von Regional-Express-Zügen befahren, die zweistündlich abwechselnd über Ingolstadt nach München oder nach Augsburg weitergeführt werden. Diese Leistungen werden üblicherweise mit Elektrolokomotiven der Baureihe 111 und fünf Doppelstockwagen bedient. Seit Dezember 2006 kamen auch Garnituren aus Modus-Wagen zum Einsatz. Weiterhin wird der Abschnitt Nürnberg–Treuchtlingen werktags durch eine ebenfalls stündliche Regional-Express-Linie auf ein annähernd halbstündliches Angebot verdichtet. Diese Züge verkehrten mit Lokomotiven der Baureihe 143 und n-Wagen. Südlich von Treuchtlingen besteht ebenfalls eine zusätzliche Regional-Express-Linie, die den dort bestehenden Zwei-Stunden-Takt auf ein stündliches Angebot verdichtet. Diese Relation wird nun wieder üblicherweise mit Wendezügen, bespannt mit der Baureihe 111 bedient, nachdem die Linie 2006 kurzzeitig auf Elektrotriebwagen der Baureihe 425 umgestellt worden war.
Bis Ende 2009 waren lokokomotivbespannte Garnituren, Lokomotiven der Baureihen 111 und 110 mit n-Wagen und Doppelstockwagen unterwegs. Weiterhin waren einzelne Triebzüge der Baureihe 425 im Einsatz.
Ende 2009 sollten die neuen Triebzüge der Baureihe 440 eingesetzt werden, die allerdings teils später an die DB Regio Allgäu-Schwaben ausgeliefert wurden. Ein paar andere Fahrzeuge, die bereits im Einsatz hätten sein sollen und ausgeliefert wurden, hatten im Winter 2009/10 mehrere technische Störungen.
Aufgrund der Störungen an den Fahrzeugen wurde wiederum auf lokomotivbespannte Züge mit Doppelstockwagen zurückgegriffen. So waren weiterhin Lokomotiven der Baureihe 110 und 111 im Einsatz mit Ersatzzügen. Durch die langsame Beschleunigung der Lokomotiven kam es zu leichteren Verzögerungen, weil die Fahrpläne auf die neuen Triebzüge der Baureihe 440 abgestimmt waren.

### Heutige Fahrten und Fahrzeuge
Zwischen 2006 und 2020 gab es unter dem Namen „Allgäu-Franken-Express“ eine direkte Verbindung Nürnberg–Lindau bzw. Nürnberg–Oberstdorf auf der Dieseltriebwagen der Baureihe 612 eingesetzt wurden, da der Streckenabschnitt zwischen Augsburg und Lindau bzw. Oberstdorf nicht elektrifiziert ist. Die drei Zugpaare hielten fallweise in Treuchtlingen und Donauwörth und stellten so, nach dem Abzug vieler Intercity-Express- und Intercity-Züge von dieser Strecke, die schnelle Anbindung Augsburgs an den Fernverkehrsknoten Nürnberg her. Der Allgäu-Franken-Express wurde schließlich von den Regional-Express-Linien RE 7 und RE 17 abgelöst.
Der RE 16 zwischen Nürnberg und Augsburg sowie die RB 16 zwischen Nürnberg und München werden mit sechsteiligen Twindexx-Vario-Triebzügen der Baureihe 445 gefahren. Sie verkehren jeweils im Zweistundentakt. Daneben besteht von Montag bis Freitag der RE 60, der im Stundentakt zwischen Nürnberg und Treuchtlingen mit vier- oder sechsteiligen Twindexx Vario gefahren wird. Alternativ kommen auch Lokomotiven der Baureihe 111 mit 5 Doppelstockwagen zum Einsatz. Bei Fahrzeugmangel werden Triebwagen der Baureihe 440 eingesetzt.
Für den Güter- und Fernverkehr stellt die Bahnstrecke eine wichtige Nord-Süd-Verbindung dar. Fernverkehrshalte befinden sich in Augsburg, Donauwörth, Treuchtlingen und Nürnberg.